# Humajmim
Humajmim – miejscowość w Syrii, w muhafazie Latakia. W 2004 roku liczyła 3701 mieszkańców. Znajduje się w niej baza lotnicza Humajmim wykorzystywana przez lotnictwo rosyjskie w czasie wojny domowej w Syrii, w tym kampanii przeciwko Państwu Islamskiemu.